# White, Hot & Blue
| Recensione       | Giudizio     |
| ---------------- | ------------ |
| AllMusic         | [ 1 ]        |
| Robert Christgau | B-           |
| Sputnikmusic     | 4.5 (Superb) |

White, Hot & Blue è un album di Johnny Winter, pubblicato dalla Blue Sky Records nel 1978.

## Tracce
Lato A
1. Walkin' by Myself – 3:28 (James A. Lane)
2. Slidin' In – 5:04 (Johnny Winter)
3. Divin' Duck – 3:27 (Sleepy John Estes)
4. One Step at a Time – 3:58 (Johnny Winter)
5. Nickel Blues – 3:33 (Johnny Winter)

Lato B
1. E-Z Rider – 4:00 (Taj Mahal)
2. Last Night – 5:35 (Walter Jacobs)
3. Messin' with the Kid – 2:53 (Mel London)
4. Honest I Do – 4:12 (Jimmy Reed, E G Abner Jr.)

## Musicisti
- Johnny Winter - chitarra, voce
- Pat Rush - chitarra
- Edgar Winter - pianoforte
- Pat Ramsey - armonica (harp)
- L.P. Sweat - basso
- Bobby T Torello - batteria

Note aggiuntive
- Johnny Winter - produttore
- Registrato al The Schoolhouse di Westport, Connecticut, Stati Uniti
- Dave Still - ingegnere delle registrazioni
- Ted Spencer - assistente ingegnere delle registrazioni
- Steve Paul - direzione musicale
- Mixato al The Hit Factory di New York da Dave Still
- Masterizzato al Sterling Sound di New York da Greg Calibi
- Art Kane - fotografie
- Paula Scher - design album[5]